# Javalie le mystérieux
Pour plus de détails, voir Fiche technique et Distribution.
Javalie le mystérieux (Madness of Youth) est un film américain réalisé par Jerome Storm, sorti en 1923.

## Fiche technique
- Titre : Javalie le mystérieux
- Titre original : Madness of Youth
- Réalisation : Jerome Storm
- Scénario : George F. Worts et Joseph F. Poland (en)
- Photographie : Joseph H. August
- Pays d'origine : États-Unis
- Format : Noir et blanc - 1,33:1 - Film muet
- Genre : drame
- Durée : 50 minutes
- Date de sortie : 1923

## Distribution
- John Gilbert : Jaca Javalie
- Billie Dove : Nanette Banning
- D.R.O. Hatswell : Peter Reynolds
- George K. Arthur : Ted Banning
- Julanne Johnston : un danseur